# Tiếng Hrê
Tiếng Hrê hay tiếng H'rê là ngôn ngữ thuộc nhóm ngôn ngữ Ba Na Bắc thuộc ngữ tộc Môn-Khmer của ngữ hệ Nam Á.
Tiếng Hrê được sử dụng trong cộng đồng người Hrê ở miền Trung Việt Nam, tỉnh Quảng Ngãi, tập trung ở các huyện Sơn Hà, Ba Tơ, Minh Long, một số ít ở các huyện Trà Bồng, Tây Trà, Sơn Tây, Nghĩa Hành và Tư Nghĩa cùng tỉnh Quảng Ngãi và ở huyện An Lão (tỉnh Bình Định), huyện Kon Plong (tỉnh Kon Tum).
Tiếng Hrê có tỷ lệ từ chung khá cao cùng với một số biểu hiện tương đồng với tiếng Ba Na và tiếng Xơ Đăng. Ngoài ra, trong cộng đồng người Hrê còn lưu truyền dạng văn tự cổ sơ nhất dùng để đếm, là "văn tự thắt gút" bằng các gút mây buộc thắt.
Tỷ lệ người bản ngữ biết chữ là 1% -5%, tỉ lệ này ở người học tiếng Hrê như ngoại ngữ là 15% -25%. Tiếng Hrê được chính thức công nhận là ngôn ngữ của dân tộc thiểu số, nó được phát sóng và có một bản dịch Kinh thánh.
Bảng chữ cái Hrê: a, à, â, b, 'b, c, d, đ, e, è, ê, f, g, h, i, ì, j, k, l, m,' m, n, ' n, o, ò, ô, ŏ, p, q, r, 'r, s, t, u, ù, v, w,' w, x, y, 'y, z ..

## Ngữ âm

### Phụ âm
|          |           | Môi | Lợi | Quặt lưỡi | Ngạc cứng | Ngạc mềm | Thanh hầu |
| -------- | --------- | --- | --- | --------- | --------- | -------- | --------- |
| Tắc      | vô thanh  | /p/ | /t/ | /ʈ/       | /c/       | /k/      | /ʔ/       |
| Tắc      | hữu thanh | /b/ | /d/ | /ɖ/       | /ɟ/       | /ɡ/      |           |
| Tắc      | hút vào   | /ɓ/ | /ɗ/ |           |           |          |           |
| Mũi      | Mũi       | /m/ | /n/ |           | /ɲ/       | /ŋ/      |           |
| Xát      | Xát       |     | /s/ |           | /ɕ/       |          | /h/       |
| Vỗ       | Vỗ        |     | /ɾ/ |           |           |          |           |
| Tiếp cận | Tiếp cận  | /w/ | /l/ |           | /j/       |          |           |